# Pico de Placias
El pico de Placias es una montaña situada en la comarca tradicional de La Cabrera, provincia de León, Comunidad Autónoma de Castilla y León, España. Se encuentra situada en los Montes de León, próxima a los pueblos de Las Médulas y de Yeres.